# Сукпак
Сукпак (тув. Сукпак) — село у Кизилському кожууні Республіки Тива (Росія). Відстань до районного центру Каа-Хем 21 км, до центру республіки міста Кизила 15 км, до Москви 3935 км.

## Населення
| Рік       | 2011 | 2012 | 2013 | 2014 | 2015 |
| --------- | ---- | ---- | ---- | ---- | ---- |
| Населення | 4198 | 4296 | 4353 | 4570 | 4690 |

## Місцеве самоврядування
Станом на 3 грудня 2015 р. головою Хуралу представників с. Сукпак є Алефтина Хеймер-ооловна Монгуш. Головою с. Сукпак є Сергій Іванович Решетніков.
Село Сукпак складається з двох частин: села Сукпак а також ГРП (геолого-розвідувального селища (посьолка — рос.)). Будинки в ГРП мають централізоване водо- та теплопостачання. На північ від села протікає Єнісей.

## Освіта
У селі працюють дві школи, одна з них початкова, у другій навчання проводиться з 5 по 11 клас. Школа у селі почала працювати у 1963 році, це була початкова школа, а з 1976 року — восьмирічка.